# تشهارتا غاو
تشهارتا غاو (بالفارسية: چهارتا گاو) هي قرية تقع في قسم سفيدسنغ الريفي في إيران. يقدر عدد سكانها بـ 8 نسمة .